# Lamotte-du-Rhône
 Lamotte-du-Rhône  es una población y comuna francesa, en la región de Provenza-Alpes-Costa Azul, departamento de Vaucluse, en el distrito de Aviñón y cantón de Bollène.
Está integrada en la Communauté de communes Rhône - Lez - Provence.

## Demografía
| 353 | 397 | 385 | 372 | 358 | 416 |
| Para los censos de 1962 a 1999 la población legal corresponde a la población sin duplicidades (Fuente: INSEE [Consultar]) |     |     |     |     |     |